# Nemoleon tenuis
Nemoleon tenuis is een insect uit de familie van de mierenleeuwen (Myrmeleontidae), die tot de orde netvleugeligen (Neuroptera) behoort. 
Nemoleon tenuis is voor het eerst wetenschappelijk beschreven door Navás in 1936.